# Camp Rock 2: The Final Jam (banda sonora)
Camp Rock 2: The Final Jam es la banda sonora de la Película Original Disney Channel Camp Rock 2: The Final Jam. Las canciones están interpretadas por el elenco de la película, sobre todo por los Jonas Brothers y Demi Lovato.
A pesar de ser el lanzamiento oficial el 10 de agosto del 2010 en América del Norte y América Central, el álbum se filtró el 2 de agosto. Fue lanzado el 13 de agosto en Hispanoamérica y el 24 de agosto en España.

## Lista de canciones
| N.º | Título                    | Artista                                                 | Duración |  |
| 1.  | «Brand New Day»           | Demi Lovato                                             | 3:21     |  |
| 2.  | «Fire»                    | Matthew "Mdot" Finley                                   | 3:01     |  |
| 3.  | «Can't Back Down»         | Demi Lovato                                             | 3:20     |  |
| 4.  | «It's On»                 | Reparto de Camp Rock 2                                  | 4:02     |  |
| 5.  | «Wouldn't Change A Thing» | Demi Lovato, Joe Jonas                                  | 3:23     |  |
| 6.  | «Heart and Soul»          | Jonas Brothers                                          | 2:57     |  |
| 7.  | «You're My Favorite Song» | Demi Lovato, Joe Jonas                                  | 2:15     |  |
| 8.  | «Introducing Me»          | Nick Jonas                                              | 3:07     |  |
| 9.  | «Tear It Down»            | Meaghan Jette Martin, Matthew "Mdot" Finley & Camp Star | 3:29     |  |
| 10. | «What We Came Here For»   | Demi Lovato, Joe Jonas, & Camp Rock.                    | 4:16     |  |
| 11. | «This Is Our Song»        | Reparto de Camp Rock 2                                  | 2:58     |  |
| 12. | «Different Summers»       | Demi Lovato                                             | 3:36     |  |
| 13. | «Walking In My Shoes»     | Meaghan Jette Martin y Matthew "Mdot" Finley,           | 2:50     |  |
| 14. | «It's Not Too Late»       | Demi Lovato                                             | 3:33     |  |
| 15. | «Rock Hard Or Go Home»    | Iron Weasel                                             | 2:59     |  |

En España el CD trae 17 canciones, incluyendo las 15 canciones de la banda sonora original y dos temas inéditos:
| N.º | Título               | Artista                              | Duración |  |
| 16. | «Tu Eres Mi Canción» | Lucía Gil (Ganadora de My Camp Rock) | 3:03     |  |
| 17. | «Nuestra Canción»    | Melocos                              | 2:58     |  |

## Temas extra del disco
- La canción "It's Not Too Late" es la única canción que no sale en la versión extendida del DVD y Blu-Ray, solo fue transmitida en la versión de Disney Channel.[6]
- Las canciones "Different Summers" y "Walkin' In My Shoes" aparecen como escenas nunca antes vistas en el DVD y Blu-Ray de la película.

## Versiones internacionales
| Nombre                          | Cantante(s)                                | País                         | Idioma    | Nombre original            |
| ------------------------------- | ------------------------------------------ | ---------------------------- | --------- | -------------------------- |
| "Eu Não Mudaria Nada Em Você"   | Jullie con Joe Jonas                       | Brasil                       | Portugués | "Wouldn't Change A Thing"  |
| "O Que Viemos Fazer"            | Moroni, Lenora, Carol y Bernardo           | Brasil                       | Portugués | "What We Came Here For"    |
| "Wouldn't Change A Thing"       | Demi Lovato con Stanfour                   | Alemania                     | Inglés    | "Wouldn't Change A Thing"  |
| "Nada Vou Mudar"                | Mia Rose con Joe Jonas                     | Portugal                     | Portugués | "Wouldn't Change A Thing"  |
| "A Nossa Cançao"                | André, Catarina, Marcio, Mariana y Solange | Portugal                     | Portugués | "Our Song"                 |
| "Tu Das o Ritmo ao Meu Coração" | Soraia Barros                              | Portugal                     | Portugués | "You're My Favourite Song" |
| "N'abandonne Pas"               | Léa Castel                                 | Francia                      | Francés   | "Can't Back Down"          |
| "Per la vita che verrà"         | Finley                                     | Italia                       | Italiano  | "Wouldn't Change A Thing"  |
| "Nie zmieniajmy nic"            | Ewa Farna con Kuba Molęda                  | Polonia                      | Polaco    | "Wouldn't Change A Thing"  |
| "És erzem így ván jól"          | Brigitta Némethy con Ádám Dando            | Hungría                      | Húngaro   | "Wouldn't Change A Thing"  |
| "Nu As Schimba Nimic"           | Miruna Oprea con Noni Răzvan Ene           | Rumania                      | Rumano    | "Wouldn't Change A Thing"  |
| "Wouldn't Change A Thing"       | Sita Vermeulen con Dean Delannoit          | Países Bajos · Bélgica       | Inglés    | "Wouldn't Change A Thing"  |
| "Tú Eres Mi Canción"            | Lucía Gil                                  | España                       | Español   | "You're My Favourite Song" |
| "Nuestra Canción"               | Melocos                                    | España                       | Español   | "This Is Our Song"         |
| "Fire"                          | Ola Svensson, Mohamed Ali y Endre Nordvik  | Suecia · Dinamarca · Noruega | Inglés    | "Fire"                     |
| "İstemem Değişmesin"            | Atiye Deniz                                | Turquía                      | Turco     | "Wouldn't Change A Thing"  |
| "Stejný cíl mám dál"            | Ewa Farna ft. Jan Bendig                   | República Checa              | Checo     | "Wouldn't Change A Thing"  |

## Posicionamiento
| Listas (2010)              | Posiciones |
| -------------------------- | ---------- |
| USA Billboard 200          | 3          |
| Brazilian Albums Chart     | 6          |
| Canadian Albums Chart      | 4          |
| Spanish Albums Chart       | 4          |
| UK Soundtrack Albums Chart | 22         |